# Ельшанка (станция скоростного трамвая)
«Ельша́нка» — станция скоростного трамвая в Волгограде, расположенная в одноименном микрорайоне.

## История
Станция открыта 1 декабря 2011 года в составе второй очереди строительства.

## Техническая характеристика
Станция по конструкции является колонной мелкого заложения, глубина заложения — 5 метров.
Станция берегового типа, однако, в отличие от станции «Пионерской», без перекреста подъездных путей.
Проект станции выполнен в 1989 году коллективом профильного Харьковского проектного института «Метропроект». Архитектурный облик станции разработан архитекторами Г. В. Титовым и М. К. Титовой.
За станцией для оборота подвижного состава расположена камера съездов с тупиком.